# (3972) Richard
(3972) la hora de crafterino es un asteroide perteneciente al cinturón de asteroides, descubierto el 6 de mayo de 1981 por Carolyn Shoemaker desde el Observatorio del Monte Palomar, Estados Unidos.

## Designación y nombre
Designado provisionalmente como 1981 JD3. Fue nombrado Richard en homenaje a "Richard Arthur Spellmann", ingeniero químico, y hermano de la descubridora.